# Isaac Bashevis Singer
Isaac Bashevis Singer (en yidis: יצחק באַשעװיס זינגער; Leoncin o Radzymin, según algunas fuentes, Reino de Polonia, entonces parte del Imperio ruso, h. 11 de noviembre de 1903-Miami, Florida; 24 de julio de 1991) fue un escritor judío, y ciudadano polaco. En 1978 se le concedió el Premio Nobel de Literatura.

## Biografía
Singer daba desde joven el 14 de julio de 1904 como su fecha de nacimiento, posiblemente para evitar el servicio militar. Por ello, en 2004 se celebró el centenario de su nacimiento. Sin embargo, lo más probable es que su fecha de nacimiento real fuera el 11 de noviembre de 1903.
Singer era hijo y nieto de rabinos y hermano de los novelistas Israel Yehoshua Singer y Esther Kreitman. Creció en el barrio judío de Varsovia —rodeado por un recurrente escenario de violencia antisemita en forma de pogroms—, donde se hablaba yidis. Singer también pasó varios años en Biłgoraj, un pueblo lleno de tradición judía, donde su abuelo materno fue rabino. Recibió una educación tradicional judía y estudió textos bíblicos en hebreo y arameo. Todos en su familia contaban historias y él mismo de joven empezó a inventar sus propias historias.
En 1908 la familia se trasladó a Varsovia, en la calle Krochmalna, donde se hizo amigo de una joven llamada Shosha, que despertó su ternura. En el ínterin leía mucho, estudiaba lenguas y el Talmud. Cuando estalló la Primera Guerra Mundial su familia fue de nuevo a refugiarse en el pueblo materno. Su hermano Israel Yehoshua fue a Kiev, se casó y comenzó a trabajar para varios periódicos como corrector de pruebas y autor.
En 1920 entró en el Seminario Rabínico de Tachkemoni, pero pronto volvió a Bilgoray, donde siguió dando clases de hebreo. En 1923 se trasladó a Varsovia, donde trabajó como corrector de pruebas para la revista Literarische Bleter, publicada por su hermano Israel a su regreso. Isaac tradujo al yiddish obras de Knut Hamsun, Gabriele D'Annunzio (la novela El placer, en 1929), la danesa KariMichaelis y Stefan Zweig, además de [Cristiano Ronaldo]] y Erich Maria Remarque, y se convirtió en amigo de Aaron Zeitlin y otros escritores jóvenes.
En 1929 su padre, que se había trasladado a Stary Dzików, murió e Isaac ayudó a su hermano en la investigación histórica de la novela Yoshe Kalb. En esos años tuvo una relación con Runia Shapira, de la que nació su hijo Israel. En 1932 su hermano se instaló en Nueva York.
De 1933 a 1935 Isaac fue codirector de la revista Globus, donde publicó cuentos y la novela por entregas Satán en Goray (de enero a septiembre de 1933). Es una novela escrita en el estilo medieval de las crónicas yiddish. La historia comienza a partir de los acontecimientos del siglo XVII que se relacionan con el falso mesías Sabbatai Zevi y ofrece una imagen de la fiebre mesiánica que se extendió entre los judíos en esos años. En un trabajo posterior, El esclavo (1962), volvió al siglo XVII, con una historia de amor entre un judío y una gentil, cuya relación es atormentada por sus diferentes tradiciones.
En 1935 Singer se unió al personal del Jewish Daily Forward como corresponsal extranjero. Ante el temor de la ofensiva nazi, para escapar de la amenaza antisemita emigró a los Estados Unidos, se separó de su esposa, que se hizo comunista, y de su hijo, que irá a Moscú y más tarde a Palestina. Singer después de un viaje difícil a través de Alemania y con una estancia en París, finalmente se estableció en Nueva York, donde trabajó para el Jewish Daily Forward con diferentes seudónimos. Publicó la novela Der zindiker Meskiekh, El Mesías pescador, por entregas durante 5 meses. La novela no se tradujo en inglés pero el tema es similar a Satán en Goray, esta vez contando la historia del sucesor de Sabbatai Zevi en el siglo XVIII, que fue Jacob Frank.
En 1940 se casó con Alma Haimann (casada y divorciada Wassermann), una inmigrante alemana que trabajaba en una tienda de ropa de prestigio, con quien vivió hasta su muerte. Ella ya tenía dos hijos y no hablaba yiddish. A Isaac le llegó la noticia de que su primera esposa Runia, denunciada como sionista fue expulsada de la URSS y se encontraba en Turquía, con la intención de trasladarse a Tel Aviv.
En esos años comenzaron a aparecer las primeras traducciones de sus historias, cuando Isaac tuvo la oportunidad de reescribir partes enteras y recibió la ayuda de varios amigos y parientes (un hábito que mantendría durante toda la vida, incluso cuando hablaba perfectamente inglés y hubiera podido evitarlo).
En 1943 se convirtió en ciudadano estadounidense. Al año siguiente su hermano Israel murió de un ataque al corazón. Su madre y su otro hermano Misha durante la ocupación rusa de Polonia fueron deportados a Kazajistán, donde murieron. Su única hermana, Hinde Esther, casada Kreitman, también escritora, vivía en Amberes (la vio solo una vez en Inglaterra en 1947, donde murió en 1954). En cuanto a su hijo Israel, le gustaría adoptarlo pero Runia se negó.
En 1945, después de la guerra, comenzó a publicar por entregas en el diario La familia Moskat (de noviembre de 1945 a mayo de 1948). La novela también se leyó en la radio, y tuvo cierto éxito en la comunidad judía de Nueva York. Fue publicada, con cortes y variantes, en inglés en 1950 (traducida oficialmente por Abraham y Nancy Gross). Su primera colección de cuentos en inglés, Gimpel el tonto, se publicó en 1957; la historia que da título a la colección fue traducida al inglés por Saul Bellow. Algunas de las historias que fueron publicadas en el Daily Forward, se recogieron posteriormente en las obras En la corte de mi padre (1966) y Nuevas historias de la corte de mi padre (2000). En estas memorias de la vida familiar, el padre de Singer aparece como un hombre devoto y sereno cuando estudia el Talmud; la madre como una mujer práctica que quiere que su marido preste más atención a los problemas de dinero y cotidianos.
Comenzó a pasar el invierno en Florida y a viajar (visitó Europa en 1947 y Cuba en 1951, Israel y Francia en 1969) y comenzó a ser conocido en el mundo de habla inglesa. En 1954, el crítico Irving Howe incluyó dos de sus cuentos en una colección de historias yiddish. Las colecciones de cuentos y novelas se sucedieron con regularidad y también empezaron a salir traducciones a otros idiomas (al principio en francés y español, después en italiano). En 1955 su hijo Israel lo visitó en Nueva York, en un viaje organizado por su kibutz. 
Con la designación para el Instituto Nacional de las Artes y las Letras en 1964, Singer se convierte en el único miembro estadounidense en escribir en un idioma que no es el inglés. "El yiddish es la lengua sabia y humilde de todos nosotros, el idioma de una humanidad asustada y esperanzada". A mediados de los años sesenta se convierte en un firme partidario del vegetarianismo. 
Singer publicó 18 novelas, 14 libros para niños, numerosos ensayos, artículos y reseñas, pero en Estados Unidos es conocido principalmente como un escritor de cuentos (La edición de sus cuentos recogidos en tres volúmenes en la "Biblioteca de América" recoge 184 de ellos). 
El mago de Lublin (1960), traducida a varios idiomas, habla de un mago lujurioso y su transformación hacia la expiación por autorreclusión. Con Shosha (1978), narra una historia de amor en la Polonia en los años treinta, vuelve a narrar la calle Krochmalna en la que creció. Entre las colecciones de relatos hay que recordar también Un amigo de Kafka (1970), La muerte de Matusalén y otros cuentos (1988). Entre las historias y novelas autobiográficas: En el tribunal de mi padre (1966) y Amor y Exilio (1984). 
La de Singer es una narrativa realista entretejida con las dinámicas históricas y sociales que se evocan vívidamente. Singer presta atención a la trama y al mundo interior de los personajes, destacando las tribulaciones y debilidades, sus deseos de gloria y su necesidad de amor, el problema de la identidad en la lucha entre un sistema de valores tradicional y el inexorable proceso de secularización y la asimilación de los judíos a la cultura dominante. Como escritor considera su papel poco influyente: "los escritores pueden estimular la mente, pero no pueden dirigirla. El tiempo cambia las cosas, Dios cambia las cosas, los dictadores cambian las cosas, pero los escritores no pueden cambiar nada".
Durante los últimos catorce años de su vida, fue asistido por Dvora Telushkin, a quien conoció en 1975, cuando tenía veintiún años. Telushkin habla de su paso de secretaria a traductora en su libro Master of dreams (1997). Murió el 24 de julio de 1991.
Otras obras claves acerca de él son: El mago de la calle 86 de Paul Kresh (1979), las Conversaciones editadas por Richard Burgin (1986) y la película Isaac en América  de Amrak Nowak (1986). 
Además del Nobel, se le otorgó el National Book Award en 1973.

## Puntos de vista y opiniones

### Judaísmo
La relación de Singer con el judaísmo fue compleja y poco convencional. Se identificaba como escéptico y solitario, aunque sentía una conexión con sus raíces ortodoxas. Finalmente, desarrolló una visión de la religión y la filosofía que denominó "misticismo privado". Según sus propias palabras: "Puesto que Dios era completamente desconocido y eternamente silencioso, se le podía dotar de cualquier rasgo que uno decidiera atribuirle" 
Singer se crio como ortodoxo y aprendió todas las oraciones judías, estudió hebreo y aprendió la Torá y el Talmud. Como relató en el cuento autobiográfico "En la corte de mi padre", se separó de sus padres a los veinte años. Influido por su hermano mayor, que había hecho lo mismo, empezó a pasar tiempo con artistas bohemios no religiosos en Varsovia. Aunque Singer creía en un Dios, como en el judaísmo tradicional, dejó de asistir a servicios religiosos judíos de cualquier tipo, incluso en las Altas Fiestas. Luchó toda su vida con la sensación de que un Dios bondadoso y compasivo nunca apoyaría el gran sufrimiento que veía a su alrededor, especialmente la muerte en el Holocausto de tantos judíos polacos de su infancia. En una entrevista con el fotógrafo Richard Kaplan, dijo: "Estoy enfadado con Dios por lo que les pasó a mis hermanos": El hermano mayor de Singer murió repentinamente en febrero de 1944, en Nueva York, de una trombosis; su hermano menor pereció en la Rusia soviética hacia 1945, tras ser deportado con su madre y su esposa al sur de Kazajistán en las purgas de Stalin.
A pesar de las complejidades de su concepción religiosa, Singer vivió en medio de la comunidad judía durante toda su vida. No parecía sentirse cómodo si no estaba rodeado de judíos, sobre todo de judíos nacidos en Europa. Aunque hablaba inglés, hebreo y polaco con fluidez, siempre consideró el yiddish su lengua natural. Siempre escribió en yiddish y fue el último autor estadounidense notable que escribía en este idioma. Después de alcanzar el éxito como escritor en Nueva York, Singer y su esposa empezaron a pasar los inviernos en Miami con su comunidad judía, muchos de ellos neoyorquinos.
Con el tiempo, ya ancianos, se trasladaron a Miami. Se identificaron estrechamente con la Ashkenazi judía. Tras su muerte, Singer fue enterrado en una ceremonia judía tradicional en un cementerio judío de Paramus, Nueva Jersey.

### Vegetarianismo
Singer fue un destacado vegetariano durante los últimos 35 años de su vida, y a menudo incluyó temas vegetarianos en su obra. En su última historia, The Slaughterer (El matarife), describió la angustia de un matarife designado tratando de conciliar su compasión por los animales con su tarea de darles muerte. Estimó que la ingestión de carne es una negación de todos los ideales y de todas las religiones: "¿Cómo podemos hablar del derecho y la justicia si tomamos una inocente criatura y su sangre es derramada?". Cuando se le preguntó si se había convertido en vegetariano por razones de salud, respondió: "No lo hice por mi salud, sino por la salud de los pollos".
En The Letter Writer, escribió: "En relación con los animales, toda la gente es nazi; para los animales, esto es un eterno Treblinka".
En el prólogo de Food for Spirit: Vegetarianism and the World Religions (1986), de Steven Rosen, Singer escribió: "Cuando un humano mata a un animal para la alimentación, está descuidando su propia hambre de justicia. El hombre reza por la misericordia, pero no está dispuesto a extenderla a otros. ¿Por qué entonces el hombre debe esperar la misericordia de Dios? Es injusto esperar algo que usted no está dispuesto a dar. Es incoherente. Nunca podré aceptar la incoherencia o la injusticia. Incluso si se trata de Dios. Si viniese una voz de Dios diciendo: "¡Estoy en contra del vegetarianismo!" Yo diría: "¡Bueno, yo estoy a favor de ello!" Así es como me siento firmemente en este sentido."

## Obra
En general las versiones en castellano han sido traducidas del inglés y no de su idioma original. La fecha que aparece es la de su publicación en yidis.
- Satán en Goray (1935)
- La familia Moskat (1950)
- El mago de Lublin (1960)
- Sombras sobre el Hudson (1957-58).[A 1]
- El esclavo (1962) Plaza & Janes editores
- En el tribunal de mi padre (1966)
- La casa de Jampol (1967). Editorial Debate, 2003.
- El certificado (1967). Ediciones B, 2004.
- The Golem (1968). Jewish Daily Forward. Farrar Straus Giroux, 1982.
- Los herederos (1969). Editorial Debate, 2003.
- Enemigos, una historia de amor (1972). Editado por Plaza & Janés, 1983.
- Un día placentero: Relatos de un niño que se crio en Varsovia (1973)
- El penitente (1973) Plaza & Janes, 1984.
- Shosha (1978) Plaza & Janes editores
- Escoria (1991) Planeta, 1991.
- Meshugah (1994)
- Krochmalna N° 10'
- Amor y exilio (1984). Ediciones B, 2002.
- La destrucción de Kreshev (2007). Acantilado. (Traducción: Rhoda Henelde y Jacob Abecassis).
- El alrevesado emperador de China (Conaculta, 2011)

A continuación aparece el título de la traducción al inglés de otras de sus obras (no traducidas al castellano). Algunas de estas traducciones hizo el propio Singer. La fecha que aparece es la de la publicación en inglés.
- The Fearsome Inn (1967)
- Mazel and Shlimazel (1967)
- The Manor (1967)
- Elijah The Slave (1970)
- Joseph and Koza: or the Sacrifice to the Vistula (1970)
- Enemies, a Love Story (1972)
- The Wicked City (1972)
- The Hasidim (1973)
- Fools of Chelm (1975)
- Naftali and the Storyteller and His Horse, Sus (1976)
- A Young Man in Search of Love (1978)
- The Penitent (1983)
- Yentl the Yeshiva Boy (1983)
- Why Noah Chose the Dove (1984)
- The King of the Fields (1988)
- Scum (1991)

Cuentos para adultos
- El Spinoza de la calle Market. Editorial Plaza y Janés, 1979.
- Gimpel el tonto y otros relatos (1957). Editorial Plaza y Janés, 1979.
- Una boda en Brownsville, Editorial Bruguera, 1983.
- La imagen y otros relatos, Editorial Ada Korn, 1987.
- Un amigo de Kafka, Editorial Planeta, 1973.
- Un amigo de Kafka y otros relatos, Editorial Cátedra, 1990.
- La muerte de Matusalén, La otra orilla, 2007

Cuentos para niños y jóvenes
- ”Cuentos judíos” , Editorial Anaya 1989
- Cuando Schlemel fue a Varsovia y otros cuentos, Editorial Alfaguara, 1992
- Cuentos judíos de la aldea de Chelm, Editorial Lumen, 1996
- Cuentos para niños, Editorial Anaya, 2004
- Cuentos de amor y esperanza'

## Nota
1. ↑  Ediciones B, 2000. A veces se cita este libro como Sombras sobre Hudson, lo que se trata de un error. Este libro fue traducido por Rhoda Henelde Abecassis del yidis al español sin pasar por el inglés.